# 林映暉
林映暉（英語：Maggie Lam Ying Fai，1998年9月26日—），香港女主持、YouTuber，主要在台灣發展。因為「暉哥」普通話發音與「火鍋」台語發音相近，故此粉絲名稱為「火鍋料」。

## 背景
林映暉於中西區長大，曾就讀聖嘉勒小學及聖嘉勒女書院。因為小時候受到男子音樂組合棒棒堂影響，加上本身喜歡跳舞和演戲，所以2016年中學畢業後選擇隻身到臺灣高雄市升學，入讀樹德科技大學表演藝術系學士課程，並決定長居台灣發展演藝事業。2020年，她開始一邊經營 YouTube 頻道，一邊去國立臺北藝術大學修讀三年制藝術行政與管理研究所碩士課程，主修香港與台灣的文化（命題為「取得臺灣表演藝術科系學位的香港學生留臺之工作適應」）。2022年，她於三創生活園區女僕咖啡廳「KIRABASE」短暫工作，亦開始替無綫電視台灣製作中心主持不同旅遊節目，包括較為人熟悉的《自然系女子旅行》。2023年2月，她曾參加樂天女孩「猿來是妳」徵選會，但在最後決賽止步。

## 演出作品

### 主持節目
2022年
- - J2《趁而家去台灣偷食...譜！》
  - J2《開餐：台灣3點3》

2023年
- - J2《自然系女子旅行》
  - J2《趁而家去台灣偷食...譜！2》
  - J2《自然系女子日本旅行》
  - J2《台灣學呢啲》
  - J2《不正常愛情研究所》[14]

2024年
- - TVB Plus《台灣萌萌的》
  - TVB Plus《美食新聞報道》

## 外部連結
- 暉哥 - LinkBy （页面存档备份，存于）